# Stefan Schwab (Fußballspieler)
Stefan Schwab (* 27. September 1990 in Saalfelden am Steinernen Meer) ist ein österreichischer Fußballspieler. Er steht seit 2025 bei Holstein Kiel unter Vertrag.

## Karriere

### Verein
Stefan Schwab begann seine Karriere in der Jugendabteilung des 1. Saalfeldner SK und wechselte im Alter von 14 Jahren nach Salzburg zum BNZ. Am 6. März 2009 hatte er sein Debüt in der zweiten Mannschaft von FC Red Bull Salzburg, den Red Bull Juniors, als er in der 20. Runde im Spiel gegen den 1. FC Vöcklabruck die kompletten 90 Minuten durchspielte. Es folgten weitere neun Spiele, in denen er zwei Tore beisteuerte, ehe er Stammspieler der Juniors war. In der Saison 2009/10 gehörte er unter Trainer Niko Kovač zur Stammelf und wurde nach dem Zwangsabstieg für ein halbes Jahr an den FC Lustenau 07 verliehen. Bei den Vorarlbergern avancierte er in kurzer Zeit zum Führungsspieler und wurde auch im Oktober 2010 zum „Jungstar des Monats“ gewählt.
Im Januar 2011 wechselte er auf Leihbasis mit Kaufoption für Sommer 2011 zum Tabellenführer der Ersten Liga, dem FC Admira Wacker Mödling. Mit den Admiranern stieg er als Meister der Ersten Liga in die Bundesliga auf. Im Juni 2011 nahm Admira Wacker die Kaufoption wahr.
Im Juni 2014 wechselte Schwab zum SK Rapid Wien. Dort erhielt er einen bis Sommer 2017 laufenden Vertrag, dessen Laufzeit später bis 2020 verlängert wurde. Ab Sommer 2017 war er Mannschaftskapitän. Nach sechs Jahren und 183 Bundesligaeinsätzen für die Wiener verließ er den Verein nach seinem Vertragsende nach der Saison 2019/20.
Daraufhin wechselte er zur Saison 2020/21 nach Griechenland zu PAOK Thessaloniki, wo er vorerst einen bis Juni 2022 laufenden Vertrag erhielt. Dieser wurde jedoch bis 2025 verlängert. Im Sommer 2025 verließ er die Griechen und unterschrieb beim deutschen Zweitligisten Holstein Kiel. Bei PAOK kam der Salzburger insgesamt zu 241 Einsätzen, in denen er 34 Treffer erzielte und 23 Tore vorbereitete.

### Nationalmannschaft
Den ersten Einsatz für Österreich hatte er am 1. April 2009 im U-19-Länderspiel Belgien gegen Österreich. Das Spiel wurde 2:0 gewonnen und Schwab spielte die vollen 90 Minuten. Es folgten zwei U-20-Nationalmannschaftsspiele, ehe er zum Kader der U-21 Nationalmannschaft gehörte. Sein Debüt für die U-21 gab er am 9. Oktober 2010 im Spiel gegen Schweden, das Spiel endete 3:2 für Österreich. Am 29. September 2015 berief ihn Teamchef Marcel Koller erstmals in den Kader der A-Nationalmannschaft.
Am 14. November 2017 debütierte er unter Franco Foda in einem Testspiel gegen Uruguay im Nationalteam, als er in der 90. Minute für Marcel Sabitzer eingewechselt wurde.

## Erfolge

### Mit dem Verein
- Meister Erste Liga: 2011
- 1× Griechischer Pokalsieger: 2021
- 1× Griechischer Meister: 2024